# Superbus (электробус)
Superbus — проект Делфтского технического университета по разработке высокоскоростных электрических автобусов для междугородних и международных пассажирских перевозок на скорости 250 км/ч. Перевозки должны осуществляться не по расписанию, а на основании заказов, обрабатываемых центральной диспетчерской.
Проект также включает создание инфраструктуры для скоростных перевозок, в которую включается строительство специальных дорожных магистралей, расположенных вблизи основных автомагистралей. Предполагается, что такие перевозки по скорости и уровню комфорта вполне могут конкурировать с поездами и личным автомобильным транспортом. 
Руководил проектом первый голландский астронавт и профессор Вюббо Оккелс (Wubbo Ockels) (1946-2014).
К настоящему моменту на проект потрачено примерно 7 млн евро, большая часть из которых поступила от Кабинета Нидерландов.

## Описание
Длина автобуса составляет 15 метров. Количество посадочных мест — 23. Автобус имеет 16 дверей, конструкция которых напоминает конструкцию «крыло чайки». Крейсерская скорость составляет 250 км/ч. Максимальная скорость - 300км/ч. Средняя дальность поездки составляет 215 км. 
Автобус оснащен электродвигателем, работающим на аккумуляторах.
Поскольку все три моста автобуса оснащены поворотными колёсами, радиус разворота этой длинной машины поразительно мал. По словам разработчиков, он составляет всего 24 метра, в чём можно убедиться, просмотрев видео с официального сайта. Особенности подвески: при следовании по специально подготовленной трассе автобус прижимается максимально низко к дорожному полотну, но при выходе на обычные дороги он способен подняться на 43 см, что также озвучено в официальном видео.

## Дорожное полотно
Чтобы избежать скольжения в зимний период, трассы для Superbus будут оснащены геотермальным подогревом.

## Применение
В настоящее время уже проводятся дорожные испытания Superbus в Нидерландах.
Одновременно с этим завершается строительство специальной скоростной магистрали Дубай — Абу-Даби, на которой будут курсировать Superbus.